# قائمة آثار محافظة العقبة

محافظة العقبة.

تتناول هذه القائمة المواقع الأثرية المسجَّلة رسمياً لدى دائرة الآثار العامة التابعة لوزارة السياحة والآثار في محافظة العقبة جنوب الأردن.

## القائمة
| الرقم | الاسم         | الوصف                               | الموقع                    | الإحداثيات                  | الصورة |
| ----- | ------------- | ----------------------------------- | ------------------------- | --------------------------- | ------ |
| AQ-01 | قلعة العقبة   | العصر المملوكي-العثماني             | وسط مدينة العقبة          |                             |        |
| AQ-02 | كنيسة العقبة  | العصر البيزنطي                      |                           |                             |        |
| AQ-03 | آيلة          | العصر الأموي-الإسلامي               |                           |                             |        |
| AQ-04 | المقص         | العصر الحجري الحديث-البرونزي المبكر |                           |                             |        |
| AQ-05 | حجيرة الغزلان | العصر الحجري الحديث-النحاسي         |                           |                             |        |
| AQ-06 | وادي رم       | العصر النبطي                        |                           |                             |        |
| AQ-07 | الحميمة       | العصر النبطي                        |                           |                             |        |
| AQ-08 | خربة الخالدي  | العصر النبطي                        | بالقرب من جمرك وادي اليتم | طول=29.650000 عرض=35.233333 |        |
| AQ-09 | خربة كثارة    | العصر النبطي                        | بالقرب من خربة الخالدي    |                             |        |